# پارک بوئن رتیرو، مادرید
پارک بوئن رتیرو (به اسپانیایی: Parque del Buen Retiro، به معنای واقعی کلمه «پارک عقب‌نشینی دلپذیر») که خلاصتاً پارک رتیرو یا به سادگی اِل رتیرو نامیده می‌شود، یکی از بزرگترین پارک‌های شهر مادرید، اسپانیا است. این پارک تا اواخر قرن نوزدهم متعلق به پادشاهی اسپانیا بود و در این دورهبه یک پارک عمومی تبدیل شد.
در سال ۲۰۲۱، بوئن رتیرو همراه با پاسئو دل پرادو بخشی از میراث جهانی یونسکو در اسپانیا شد.

## محل

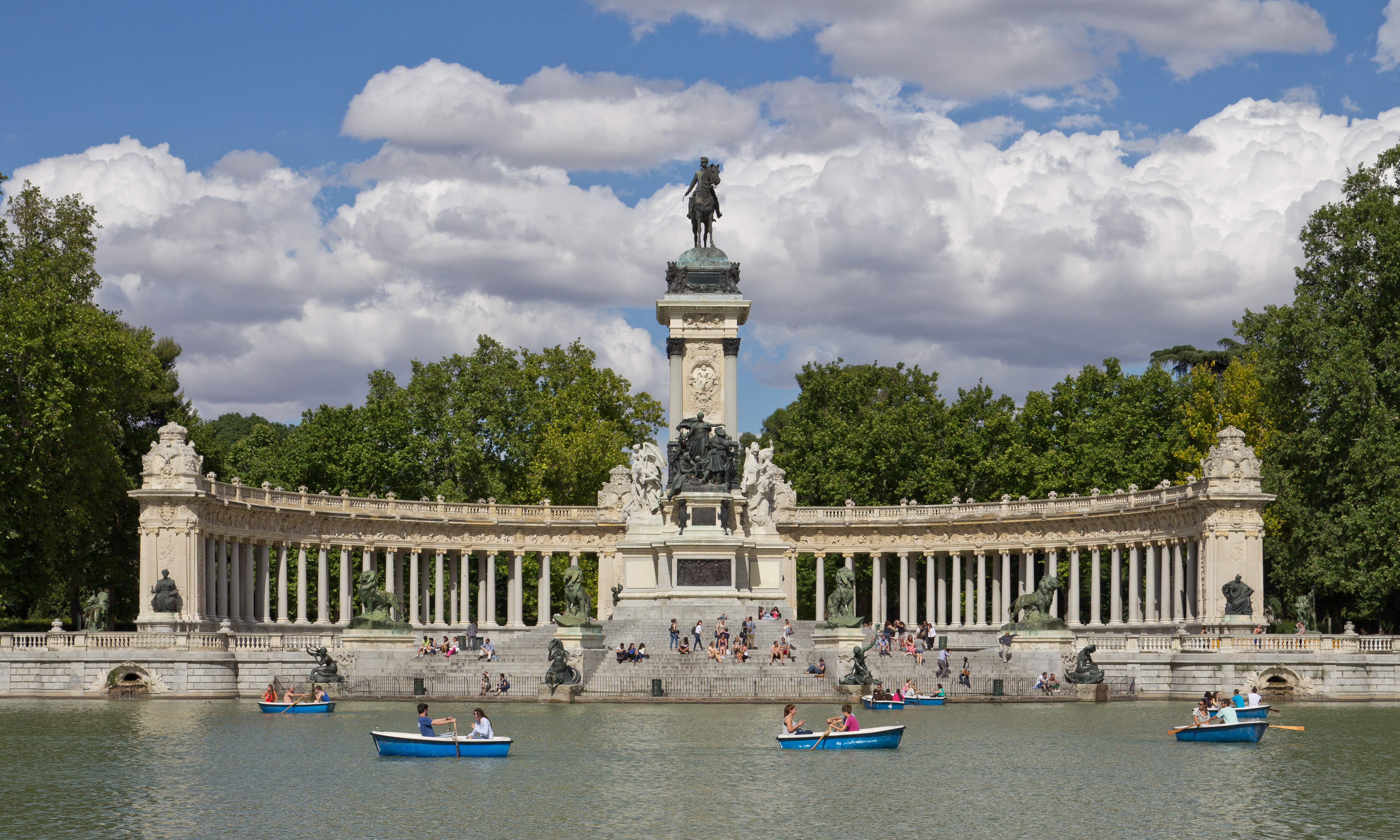
بنای یادبود آلفونسو دوازدهم در پارک بوئن رتیرو، مادرید، اسپانیا واقع شده‌است. این بنای تاریخی در لبه شرقی یک دریاچه مصنوعی در نزدیکی مرکز پارک قرار دارد.
در سال ۱۹۰۲ مسابقه ای ملی برای طراحی بنای یادبود پادشاه آلفونسوی دوازدهم به ابتکار ملکه مادر ماریا کریستینای آستوریاس برگزار شد. برنده معماری به نام خوزه گراسس ریرا بود که طرحش شامل یک ستون بزرگ در کنار حوضچه ای در ال رتیرو بود، با چندین مجسمه که تندیس اسب‌سواری پادشاه را احاطه کرده بود و همه چیز از برنز و مرمر ساخته شده بود. گراسس ریرا در سال ۱۹۱۹ در حالی که کار هنوز در حال انجام است درگذشت. معمار تئودورو آناساگاستی کنترل پروژه را بدون تغییر در طرح اصلی به دست گرفت. بیش از بیست مجسمه‌ساز روی این پروژه کار کردند. این بنای تاریخی که توسط یک مجموعه مردمی تأمین شده‌است، در ۶ ژوئن ۱۹۲۲ افتتاح شد.

پارک بوئن رتیرو با وسعت ۱٫۴ کیلومتر مربع (۳۵۰ جریب فرنگی) بزرگ و محبوب است و در گوشه‌ای از مرکز شهر، بسیار نزدیک به Puerta de Alcalá و نه چندان دور از موزه دل پرادو قرار دارد. این پارک باشکوه، مملو از مجسمه‌ها و بناهای زیبا، گالری‌ها، دریاچه‌ای آرام و میزبان رویدادهای مختلف است و یکی از جاذبه‌های برتر مادرید به حساب می‌آید. این پارک توسط شهر احاطه شده‌است.

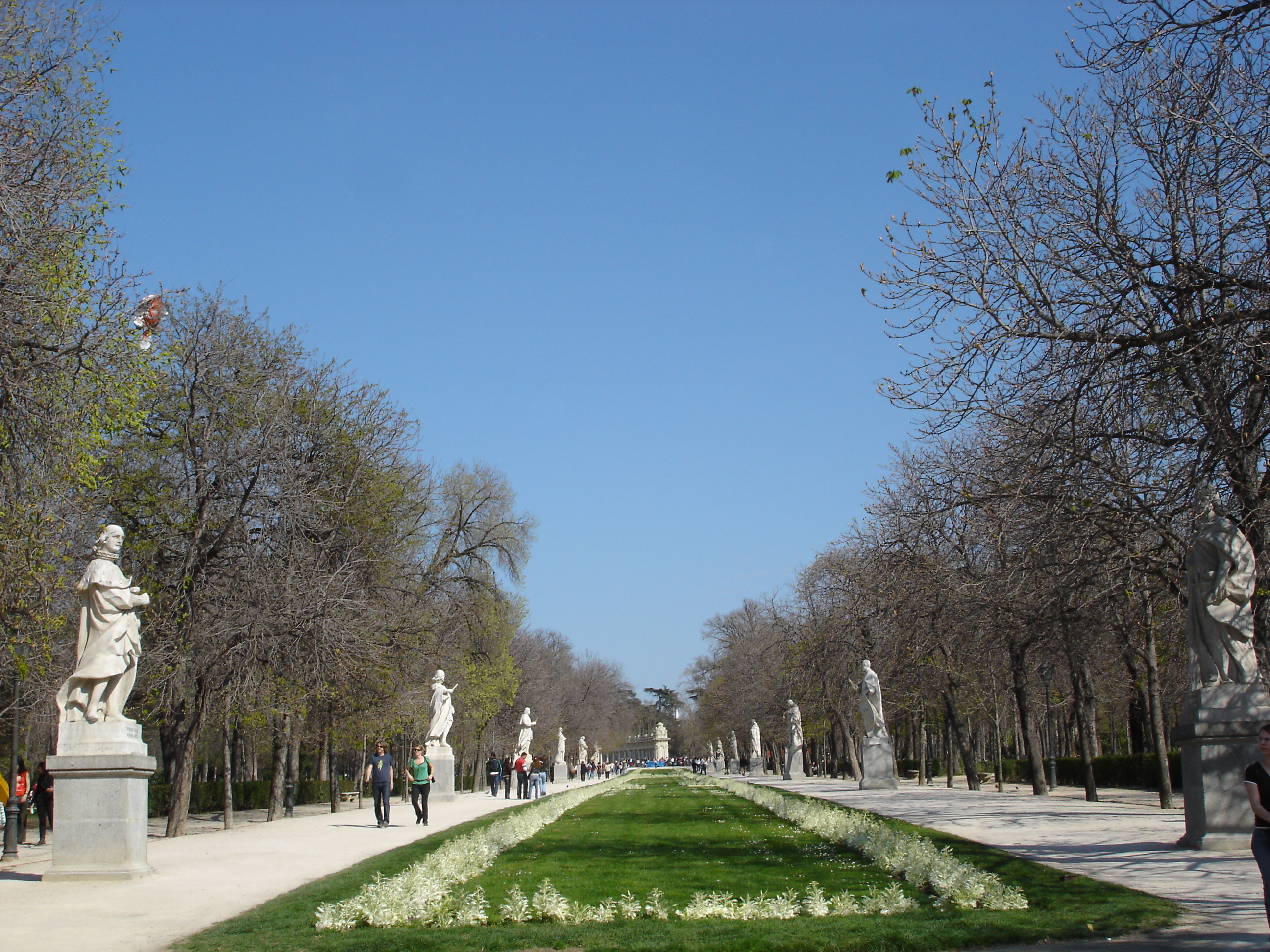
پاسئو د لا آرژانتینا
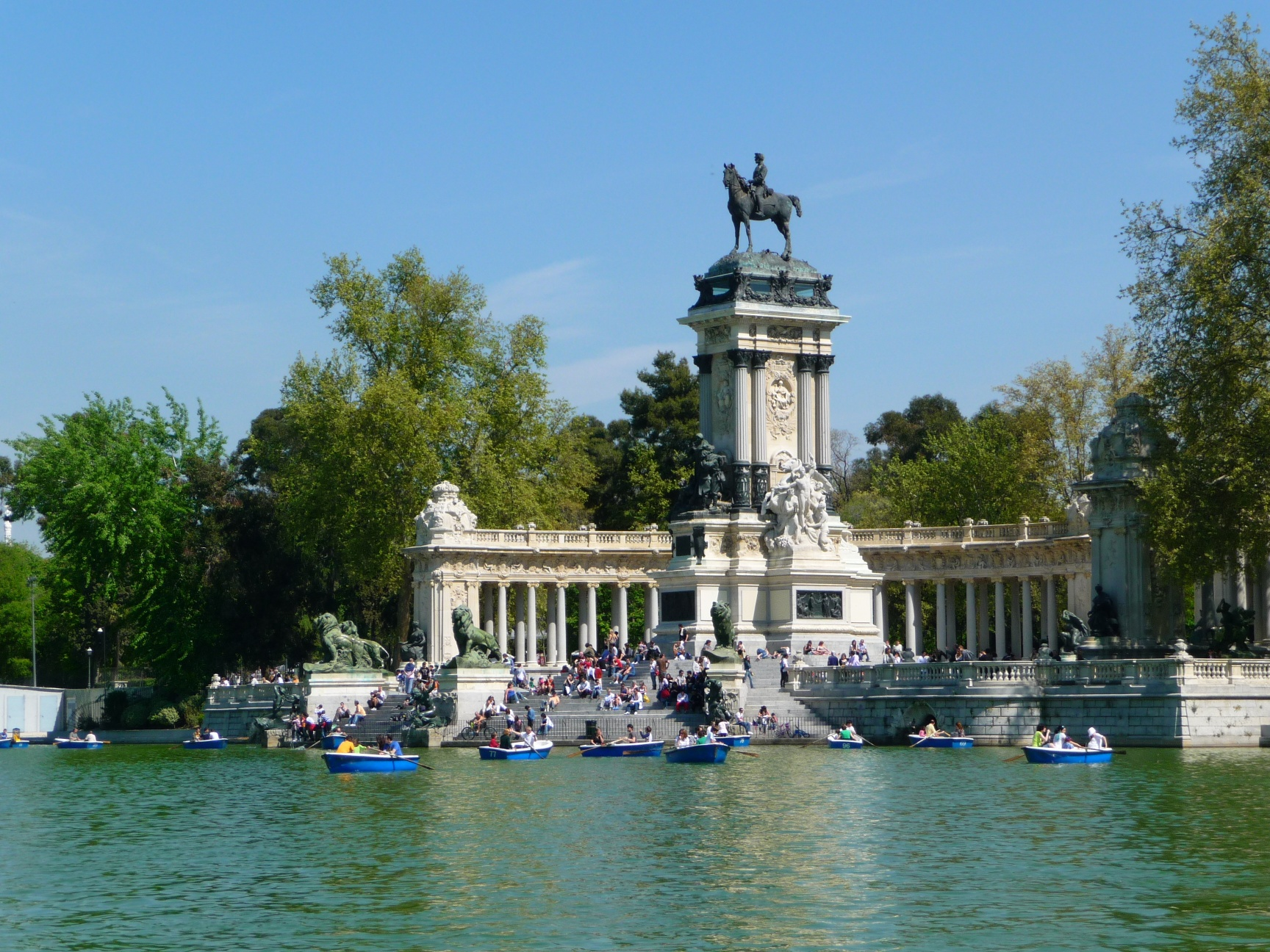
دریاچه ، قایق‌ها و بنای یادبود آلفونسو دوازدهم
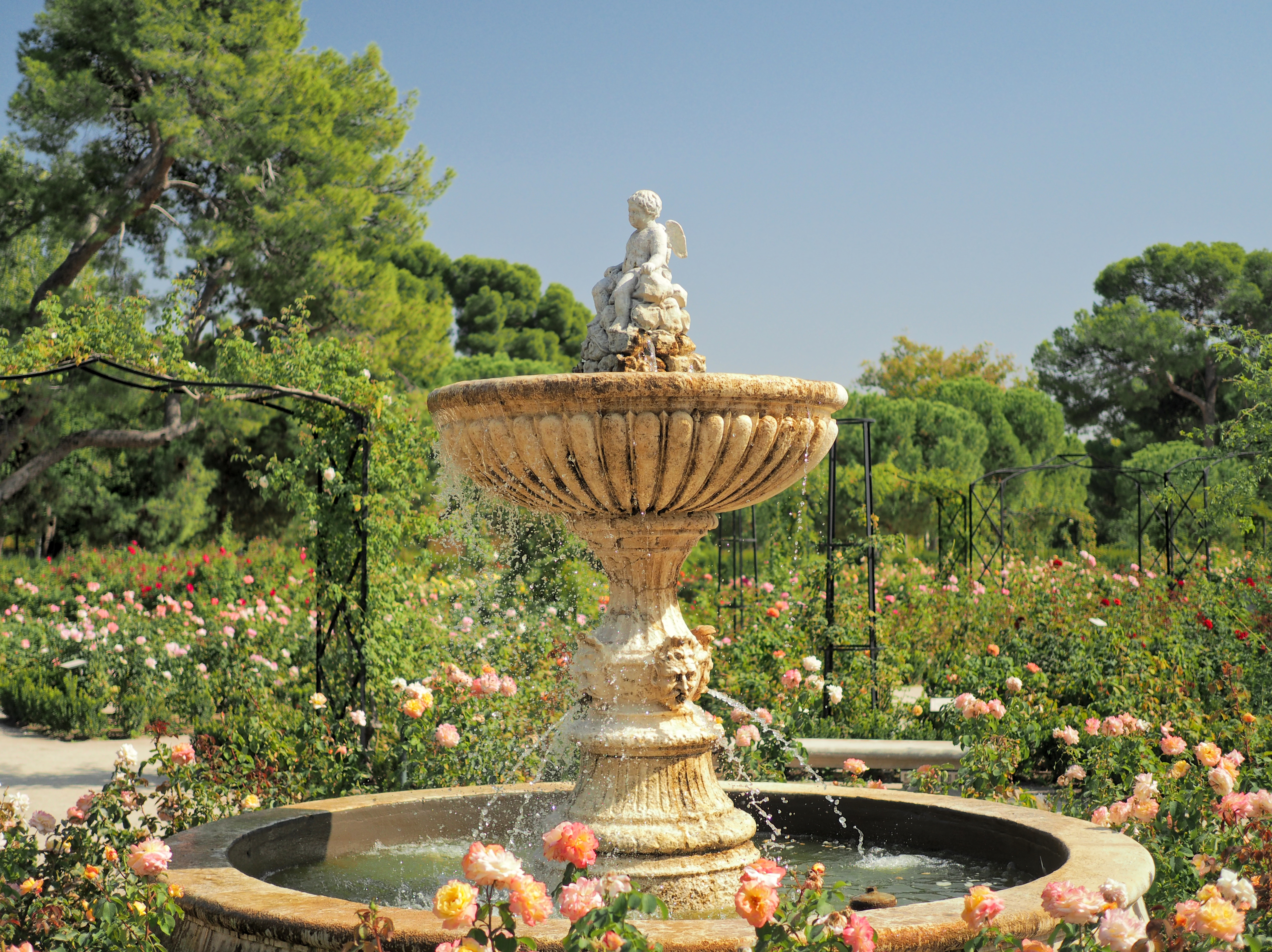
رزالدا (باغ گل رز)
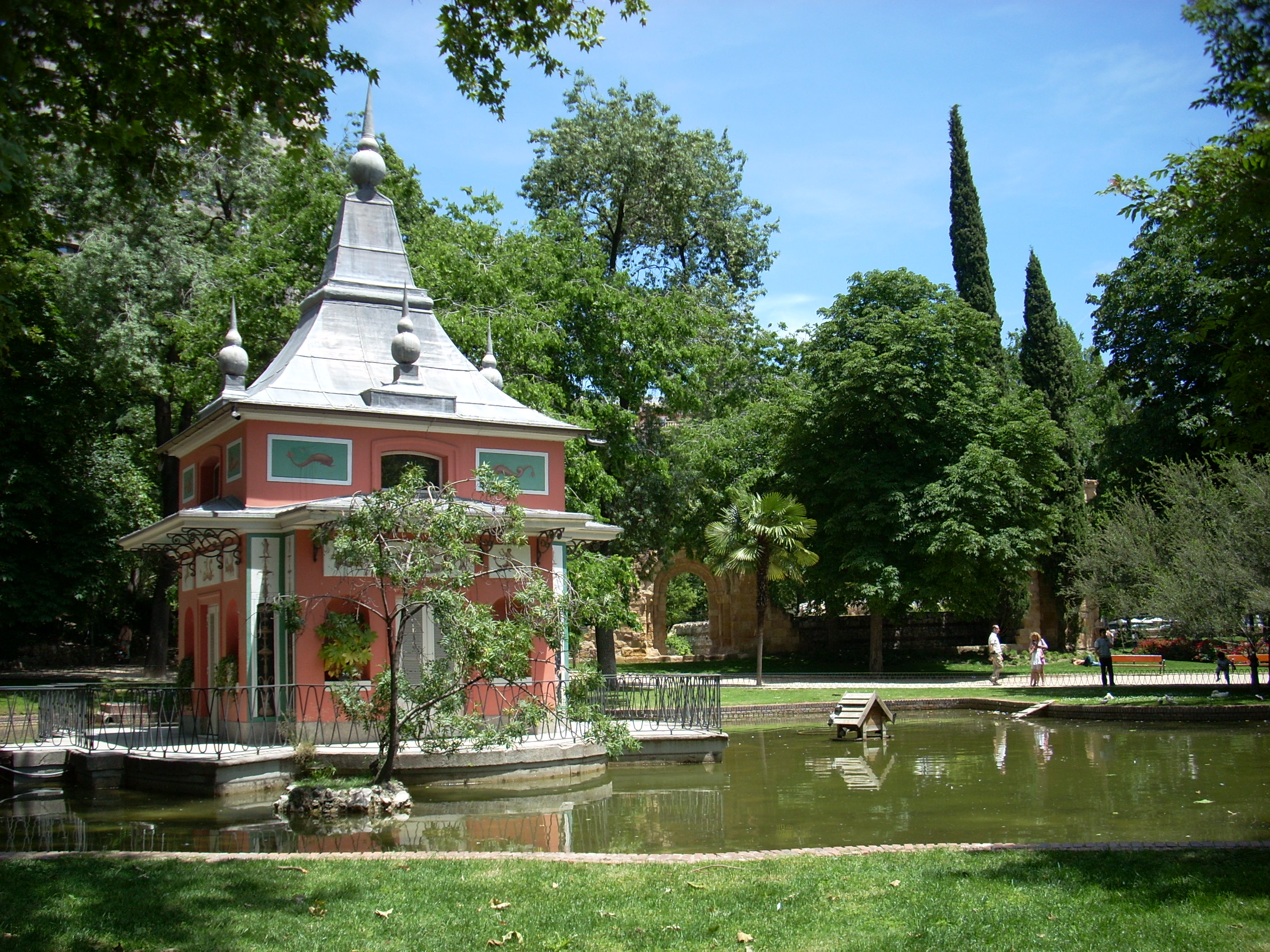
کازیتا دل پسکادور
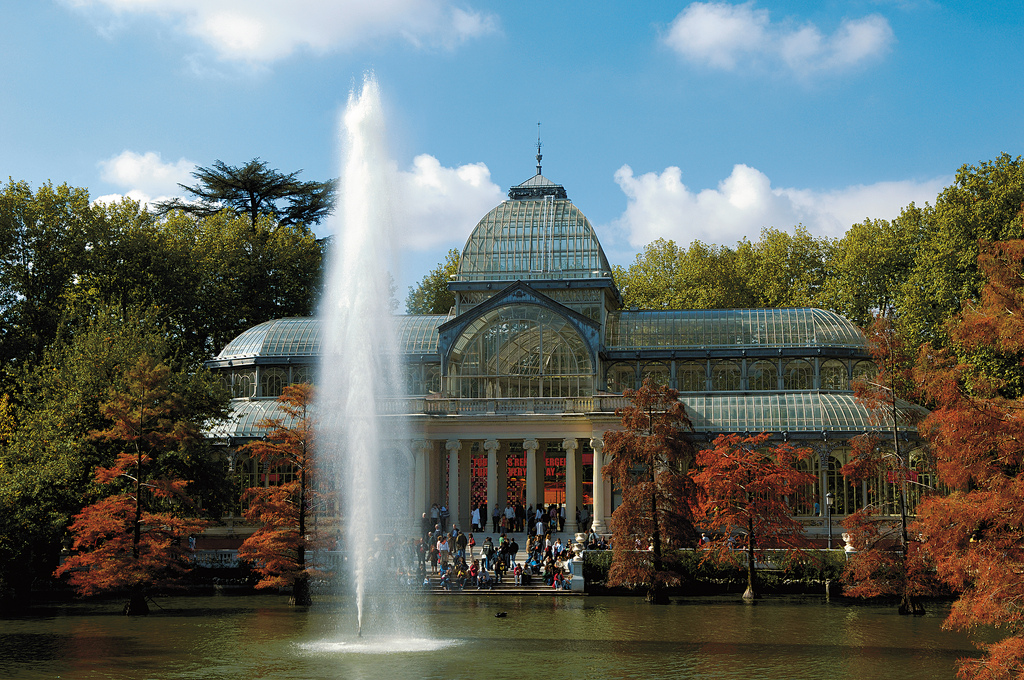
کریستال پالاس در پارک رتیرو
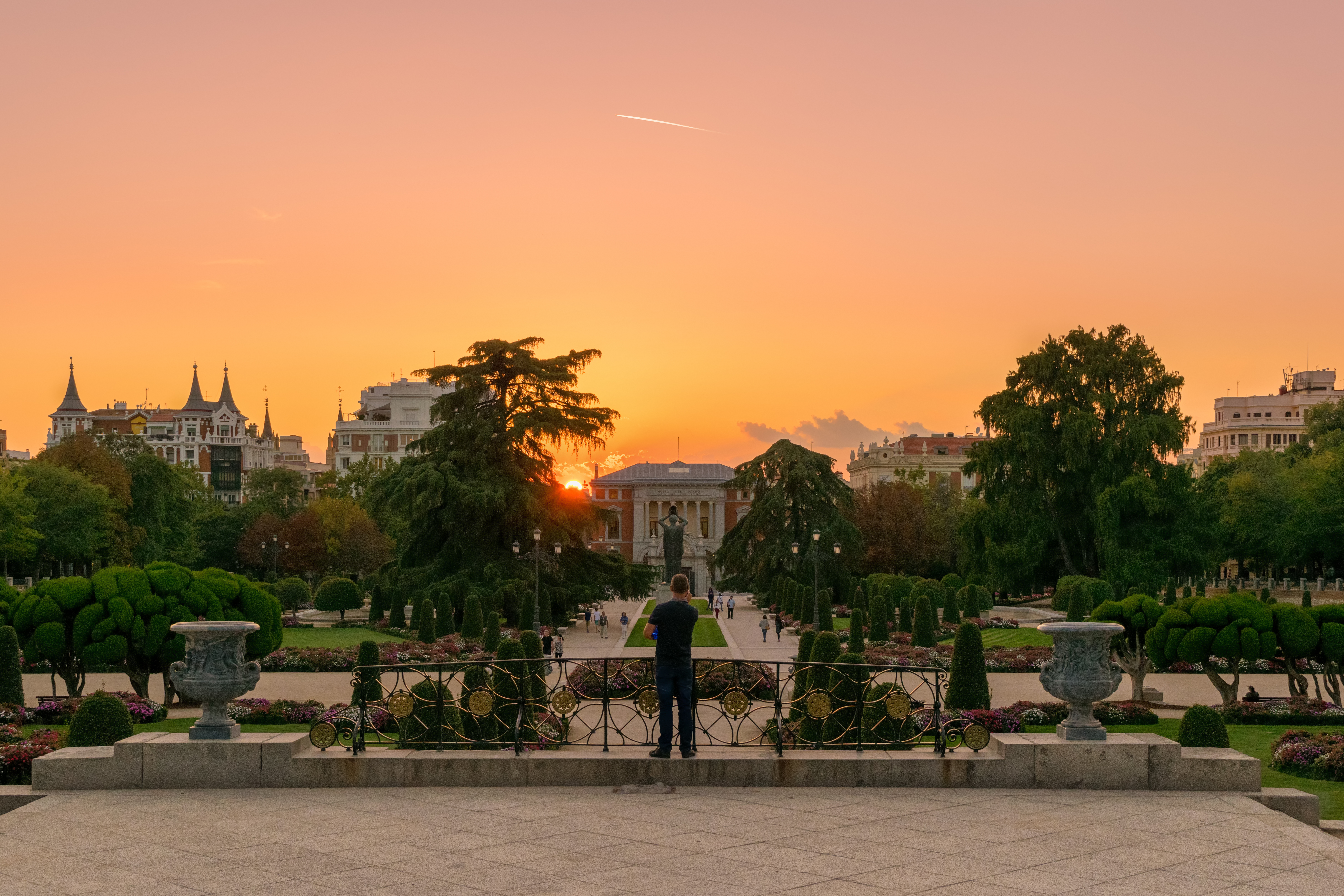
غروب آفتاب در رتیرو
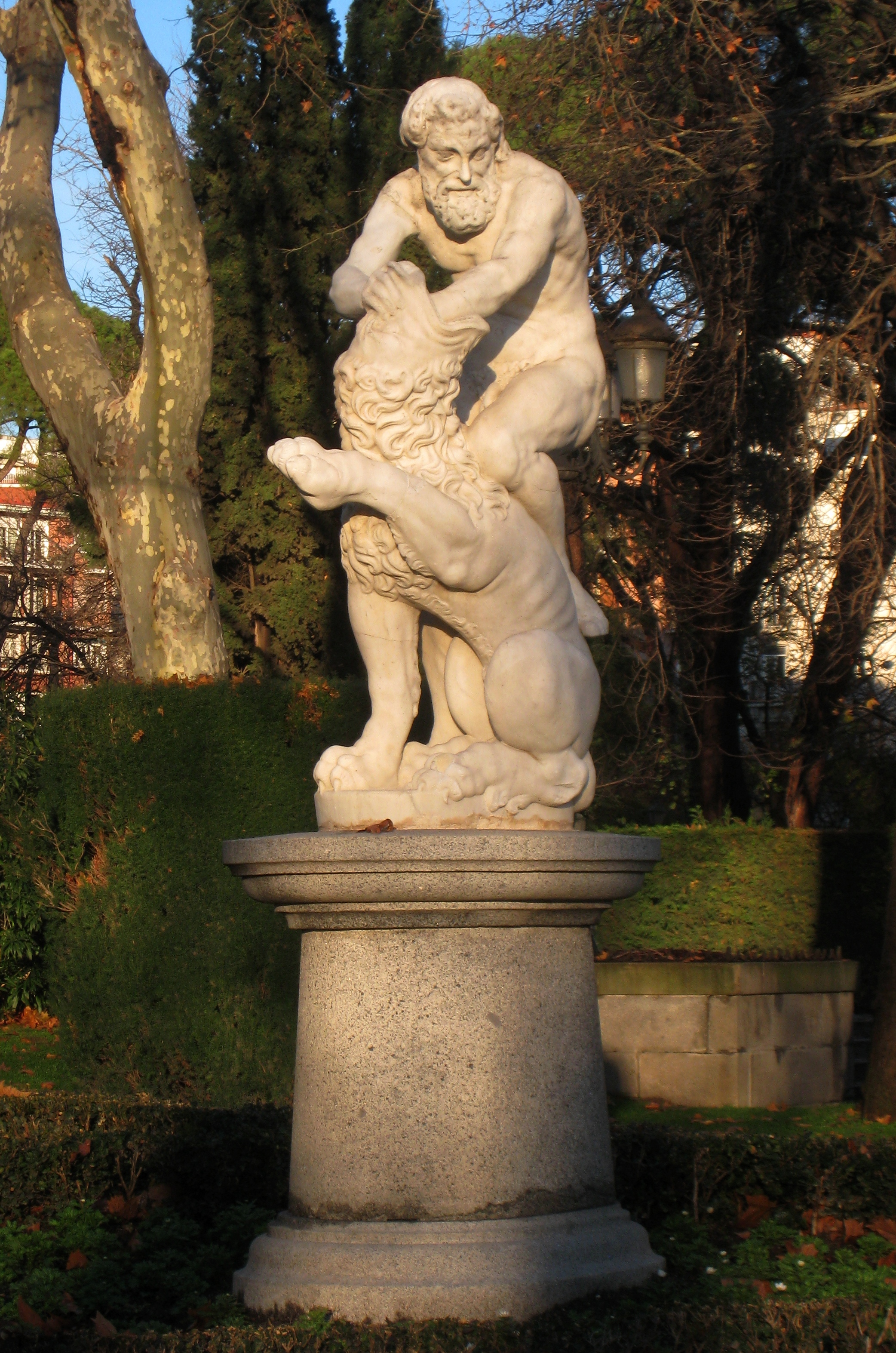
مجسمه